# بارنت روزنبرغ
بارنت روزنبرغ (بالإنجليزية: Barnett Rosenberg)‏ هو عالم أورام وكيميائي أمريكي، ولد في 16 نوفمبر 1926 في نيويورك في الولايات المتحدة، وتوفي في 8 أغسطس 2009 في لانسنغ في الولايات المتحدة.